# Petra Cetkovská
Petra Cetkovská (Prostějov, 8 febbraio 1985) è un'ex tennista ceca.

## Biografia
Cominciò a praticare il tennis all'età di 5 anni, nel 2007 vinse in coppia con Andrea Hlaváčková l'I. ČLTK Prague Open doppio femminile, battendo in finale Ji Chunmei e Sun Shengnan con il punteggio di 7–6(7), 6–2.
Giunse al quarto turno all'Open di Francia 2008 - Singolare femminile venendo sconfitta da Ana Ivanović e nello stesso anno al nordea Nordic Light Open 2008 - Doppio si esibì in coppia con la connazionale Lucie Šafářová arrivando in finale dove vennero sconfitte da due atlete della stessa nazionalità, Iveta Benešová e Barbora Záhlavová-Strýcová.

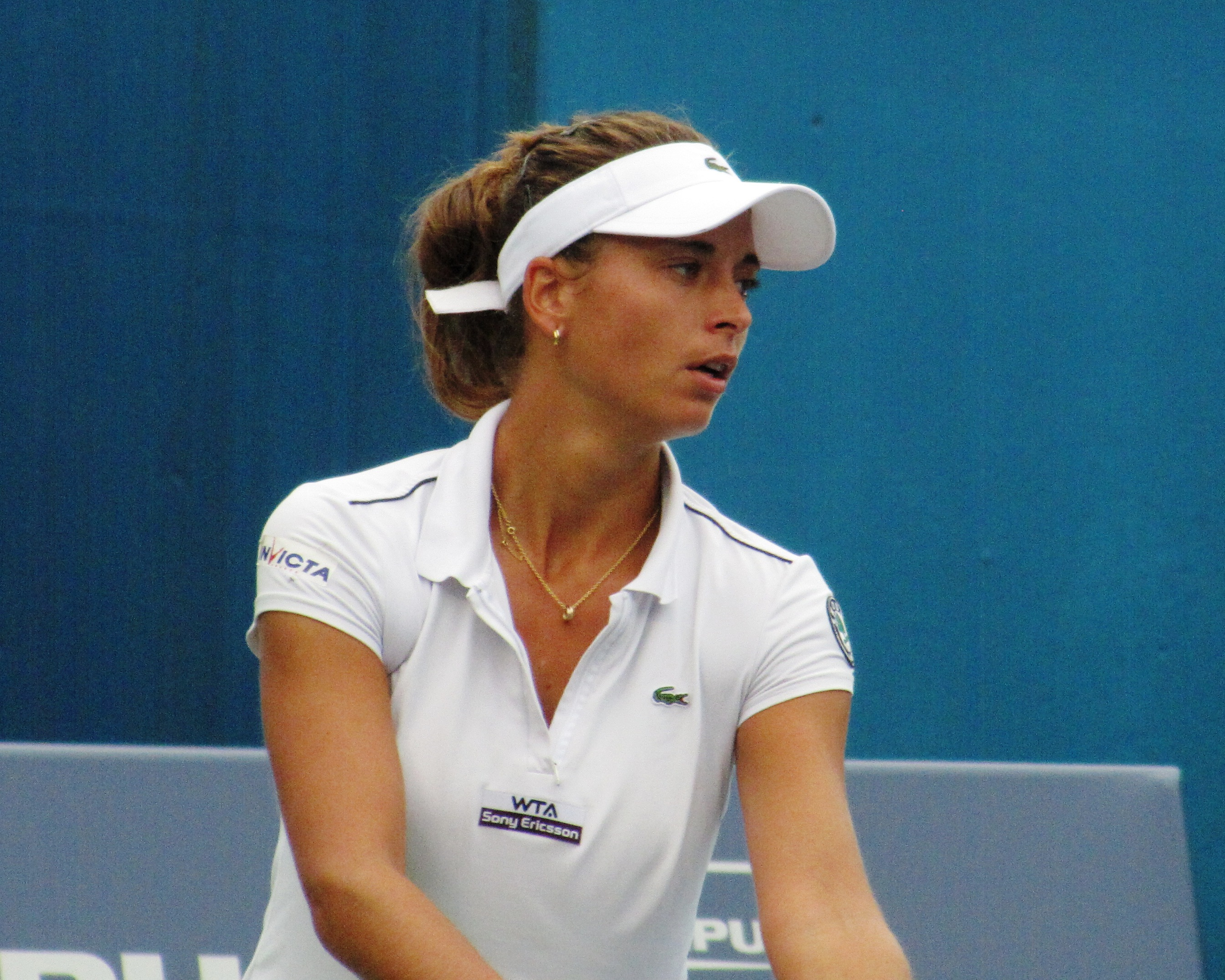
Petra Cetkovská al torneo di New Haven

Nel giugno 2011 la Cetkovská riesce ad arrivare fino al quarto turno del Torneo di Wimbledon, nei primi turni la ceca batte nell'ordine Kristina Barrois, Agnieszka Radwańska ed Ana Ivanović prima di essere eliminata negli ottavi di finale da Sabine Lisicki.
Il 27 agosto 2011 la tennista ceca perde la finale del torneo di New Haven contro Caroline Wozniacki con il punteggio di 4–6, 1–6.
Nel settembre 2011 prende parte agli US Open dove al primo turno batte in tre set Evgenija Rodina mentre al secondo turno è costretta a non giocare la gara contro Ana Ivanović a causa di un problema fisico.
Nel ranking raggiunse la 25ª posizione il 18 giugno 2012.

## Statistiche

### Singolare

#### Sconfitte (1)
| Legenda               |
| --------------------- |
| Grande Slam (0)       |
| Argenti Olimpici (0)  |
| WTA Finals (0)        |
| Premier Mandatory (0) |
| Premier 5 (0)         |
| Premier (1)           |
| International (0)     |

| N. | Data           | Torneo                      | Superficie | Avversaria in finale | Punteggio |
| 1. | 27 agosto 2011 | Pilot Pen Tennis, New Haven | Cemento    | Caroline Wozniacki   | 4-6, 1-6  |

### Doppio

#### Vittorie (2)
| Legenda: Prima del 2009 | Legenda: Dal 2009     |
| ----------------------- | --------------------- |
| Grande Slam (0)         |                       |
| Ori Olimpici (0)        |                       |
| WTA Finals (0)          |                       |
| Tier I (0)              | Premier Mandatory (0) |
| Tier II (0)             | Premier 5 (0)         |
| Tier III (0)            | Premier (0)           |
| Tier IV (1)             | International (1)     |

| N. | Data           | Torneo                                        | Superficie  | Compagna          | Avversarie in finale                 | Punteggio           |
| 1. | 13 maggio 2007 | I. ČLTK Prague Open, Praga                    | Terra rossa | Andrea Hlaváčková | Chun-Mei Ji Sheng-Nan Sun            | 7-6(7), 6-2         |
| 2. | 28 aprile 2012 | Grand Prix SAR La Princesse Lalla Meryem, Fès | Terra rossa | Aleksandra Panova | Irina-Camelia Begu Alexandra Cadanțu | 3-6, 7-6(5), [11-9] |

#### Sconfitte (3)
| Legenda: Prima del 2009 | Legenda: Dal 2009     |
| ----------------------- | --------------------- |
| Grande Slam (0)         |                       |
| Argenti Olimpici (0)    |                       |
| WTA Finals (0)          |                       |
| Tier I (0)              | Premier Mandatory (0) |
| Tier II (0)             | Premier 5 (0)         |
| Tier III (1)            | Premier (0)           |
| Tier IV (1)             | International (1)     |

| N. | Data             | Torneo                              | Superficie  | Compagna       | Avversarie in finale                               | Punteggio        |
| 1. | 25 febbraio 2008 | Abierto Mexicano Telcel, Acapulco   | Terra rossa | Iveta Benešová | Nuria Llagostera Vives María José Martínez Sánchez | 2-6, 4-6         |
| 2. | 27 luglio 2008   | Nordea Nordic Light Open, Stoccolma | Cemento     | Lucie Šafářová | Iveta Benešová Barbora Záhlavová-Strýcová          | 5-7, 4-6         |
| 3. | 1º marzo 2014    | Abierto Mexicano Telcel, Acapulco   | Cemento     | Iveta Melzer   | Galina Voskoboeva Kristina Mladenovic              | 3-6, 6-2, [5-10] |

## Risultati in progressione
| Sigla | Risultato               |
| ----- | ----------------------- |
| V     | Vincitore               |
| F     | Finalista               |
| SF    | Semifinalista           |
| O     | Oro olimpico            |
| A     | Argento olimpico        |
| SF    | Bronzo olimpico         |
| QF    | Quarti di Finale        |
| 4T    | Quarto turno            |
| 3T    | Terzo turno             |
| 2T    | Secondo turno           |
| 1T    | Primo turno             |
| RR    | Round Robin             |
| LQ    | Turno di qualificazione |
| A     | Assente                 |
| ND    | Non disputato           |

| Legenda superfici    |
| -------------------- |
| Cemento              |
| Terra battuta        |
| Erba                 |
| Superficie variabile |

### Singolare nei tornei del Grande Slam
| Torneo          | 2007 | 2008 | 2009 | 2010 | 2011 | 2012 | 2013 | 2014 | 2015 | V--S  |
| --------------- | ---- | ---- | ---- | ---- | ---- | ---- | ---- | ---- | ---- | ----- |
| Australian Open | A    | 1T   | 1T   | A    | A    | 2T   | A    | A    | A    | 1-3   |
| Open di Francia | A    | 4T   | 1T   | A    | A    | 2T   | 3T   | 1T   | 1T   | 6-6   |
| Wimbledon       | A    | 1T   | 1T   | A    | 4T   | 2T   | 3T   | 2T   |      | 7-6   |
| US Open         | 2T   | 1T   | A    | A    | 2T   | A    | 1T   | 2T   |      | 3-5   |
| Totale          | 1-1  | 3-4  | 0-3  | 0-0  | 4-2  | 3-3  | 4-3  | 2-3  | 0-1  | 17-20 |

### Doppio nei tornei del Grande Slam
| Torneo          | 2007 | 2008 | 2009 | 2010 | 2011 | 2012 | 2013 | 2014 | 2015 | V--S |
| --------------- | ---- | ---- | ---- | ---- | ---- | ---- | ---- | ---- | ---- | ---- |
| Australian Open | A    | A    | 1T   | A    | A    | 2T   | A    | A    | A    | 1-2  |
| Open di Francia | 1T   | 1T   | 1T   | A    | A    | 1T   | A    | 1T   |      | 0-5  |
| Wimbledon       | 1T   | 1T   | A    | A    | A    | 1T   | A    | 1T   |      | 0-4  |
| US Open         | 1T   | 1T   | A    | A    | 1T   | A    | 2T   | 2T   |      | 2-5  |
| Totale          | 0-3  | 0-3  | 0-2  | 0-0  | 0-1  | 1-3  | 1-1  | 1-3  | 0-0  | 3-16 |

### Doppio misto nei tornei del Grande Slam
Nessuna partecipazione

## Vittorie contro giocatrici Top 10
| Stagione | 2009 | 2010 | 2011 | 2012 | 2013 | 2014 | 2015 | Totale |
| Vittorie | 1    | 0    | 2    | 2    | 1    | 2    | 1    | 9      |

| #    | Giocatrice             | Ranking | Evento                            | Superficie  | Turno | Punteggio        | Rank. PCR |
| ---- | ---------------------- | ------- | --------------------------------- | ----------- | ----- | ---------------- | --------- |
| 2009 |                        |         |                                   |             |       |                  |           |
| 1.   | Elena Dement'eva       | 4       | Indian Wells Open, Indian Wells   | Cemento     | 2T    | 7-6(2), 2-6, 6-1 | 71        |
| 2011 |                        |         |                                   |             |       |                  |           |
| 2.   | Marion Bartoli         | 9       | New Haven Open at Yale, New Haven | Cemento     | QF    | 7-5, 7-5         | 40        |
| 3.   | Li Na (1)              | 7       | New Haven Open at Yale, New Haven | Cemento     | SF    | 6-2, 5-7, 7-6(9) | 40        |
| 2012 |                        |         |                                   |             |       |                  |           |
| 4.   | Vera Zvonarëva         | 10      | Madrid Open, Madrid               | Terra blu   | 1T    | 6-2, 6-2         | 29        |
| 5.   | Agnieszka Radwańska    | 3       | Internazionali d'Italia, Roma     | Terra rossa | 2T    | 6-4, 4-6, 6-1    | 28        |
| 2013 |                        |         |                                   |             |       |                  |           |
| 6.   | Caroline Wozniacki (1) | 9       | Torneo di Wimbledon, Londra       | Erba        | 2T    | 6-2, 6-2         | 196       |
| 2014 |                        |         |                                   |             |       |                  |           |
| 7.   | Li Na (2)              | 3       | Qatar Ladies Open, Doha           | Cemento     | 3T    | 7-6(2), 2-6, 6-4 | 134       |
| 8.   | Angelique Kerber       | 9       | Internazionali d'Italia, Roma     | Terra rossa | 2T    | 4-6, 6-3, 6-4    | 69        |
| 2015 |                        |         |                                   |             |       |                  |           |
| 9.   | Caroline Wozniacki (2) | 5       | US Open, New York                 | Cemento     | 2T    | 6-4, 5-7, 7-6(1) | 149       |